# Hélène Vincent
Hélène Vincent, właściwie Jocelyne Hélène Nain (ur. 9 września 1943 w Paryżu) – francuska aktorka filmowa, teatralna i telewizyjna. Zajmuje się także reżyserią teatralną. Laureatka Cezara za drugoplanową rolę w filmie Życie to długa, spokojna rzeka (1988) Étienne Chatiliez. Ponadto nominowana do tej nagrody za role w Nie całuję (1991) André Téchiné i Kilka godzin wiosny (2012) Stéphane'a Brizé.

## Wybrana filmografia
- 1969: Pierre i Paul, czyli życie na raty (Pierre et Paul) jako Michèle
- 1975: Niech się zacznie zabawa (Que la fête commence...) jako Pani de Saint-Simon
- 1988: Życie to długa, spokojna rzeka (La vie est un long fleuve tranquille) jako Pani Marielle Le Quesnoy
- 1989: Mężowie, żony, kochankowie (Les maris, les femmes, les amants) jako Odette
- 1991: Nie całuję (J'embrasse pas) jako Evelyne
- 1992: Bal natrętów (Le bal des casse-pieds) jako Marie Paule
- 1993: Trzy kolory. Niebieski (Trois couleurs: Bleu) jako dziennikarka
- 1997: Różowe lata (Ma vie en rose) jako Élisabeth
- 2005: Spadek z problemem (Saint-Jacques... La Mecque) jako siostra
- 2006: Późna matura (Les irréductibles) jako Jane
- 2009: Skarb (Trésor) jako Nadine
- 2012: Kilka godzin wiosny (Quelques heures de printemps) jako Yvette Évrard
- 2014: Samba jako Marcelle
- 2017: Nie ma tego złego... (Marie-Francine) jako Annick Legay